# Andreas Müller (voetballer)
Andreas Müller (Stuttgart, 13 december 1962) is een Duits voormalig voetballer. Müller speelde doorgaans als verdedigende middenvelder.
Müller moet niet verward worden met voormalig Duits international Andreas Möller, die net als hij voor FC Schalke 04 uitkwam.

## Clubcarrière
Müller begon zijn professionele loopbaan bij VfB Stuttgart in 1983 en bleef voor de club spelen tot 1987. In zijn eerste seizoen 1983/84 werd Müller direct Duits landskampioen. Tijdens het seizoen 1987/88 verdedigde Müller de kleuren van Hannover 96. Tussen 1988 tot 2000 vervolledigde Müller zijn professionele loopbaan bij FC Schalke 04, waar hij ongeveer 300 officiële wedstrijden in het eerste elftal achter zijn naam heeft staan.
In Gelsenkirchen won Müller de UEFA Cup 1996/97 onder leiding van trainer Huub Stevens. Schalke versloeg het Italiaanse Inter Milan via strafschoppen. Müller was bij Schalke een vaste kracht op het middenveld in hun oude Parkstadion. Ook in de finale van de UEFA Cup tegen Inter speelde hij mee bij Die Königsblauen.
In 1991 werd een doelpunt van Müller tot doelpunt van het jaar verkozen in de Bundesliga. In 2000 stopte de bijna 38-jarige Müller met voetballen.

## Erelijst
| Competitie    |               |               |
| Competitie    | Aantal        | Jaren         |
| VfB Stuttgart | VfB Stuttgart | VfB Stuttgart |
| ------------- | ------------- | ------------- |
| Bundesliga    | 1×            | 1983/84       |
| Schalke 04    |               |               |
| UEFA Cup      | 1×            | 1996/97       |